# Hořčičné semínko

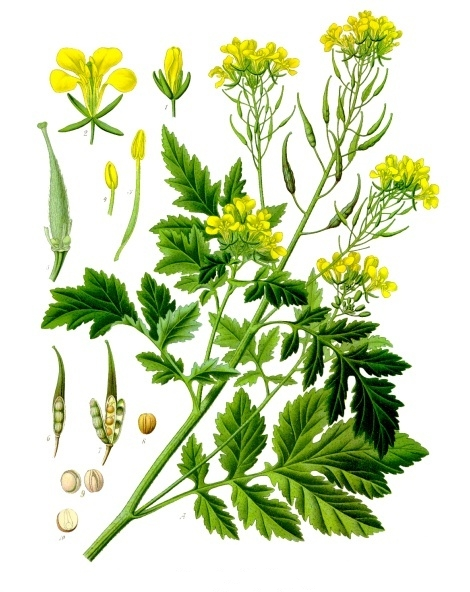
Hořčice setá

Hořčičné semínko je odpradávna známé koření z jednoleté hořčice seté (Sinapis alba), která se pěstuje i v Česku a je příbuzná řepce olejce. Semeno hořčice je kulaté a má štiplavou chuť. Barva semene může být žlutá, hnědá nebo černá podle druhu odrůdy rostliny.

## Použití

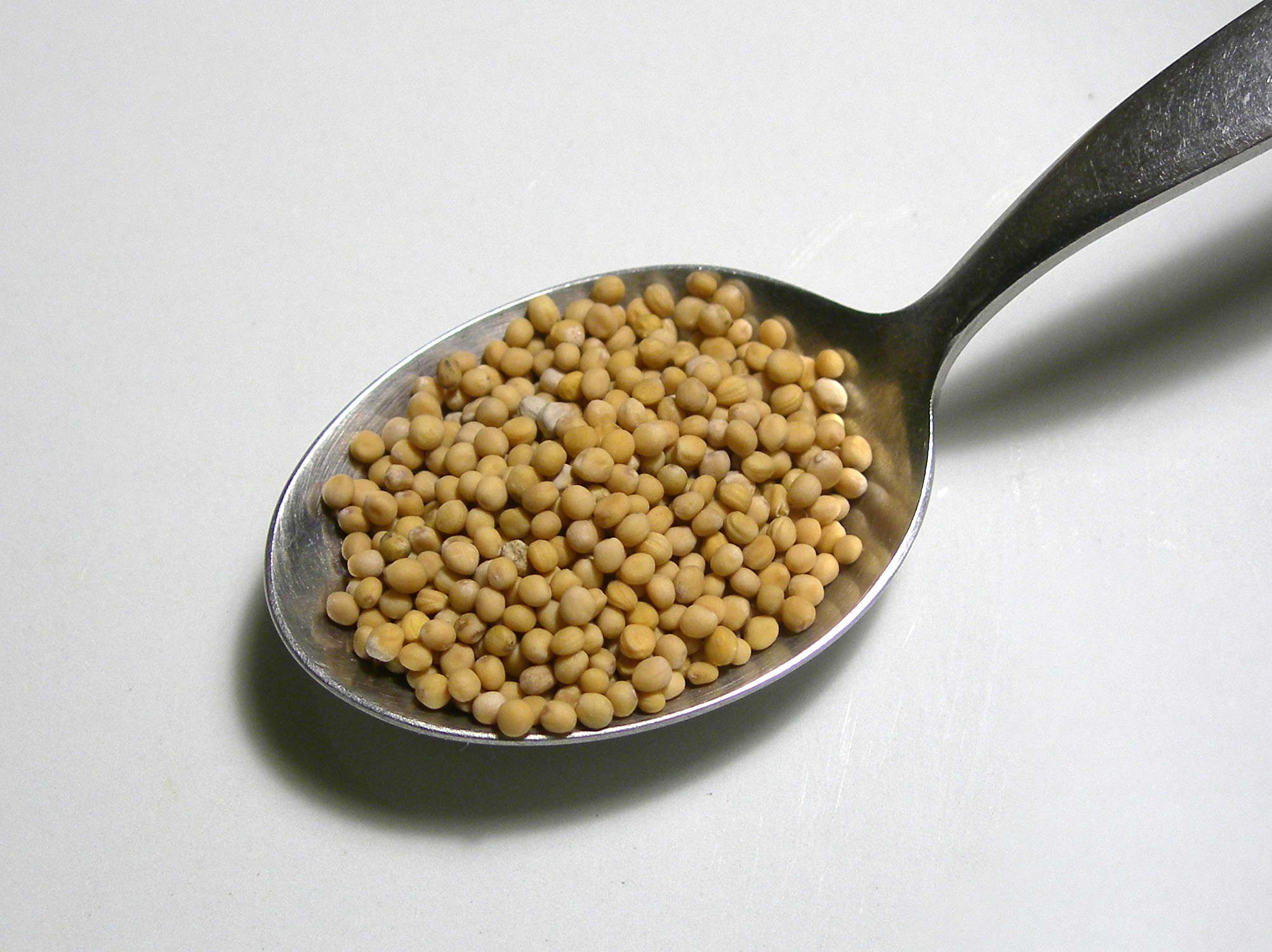
Světlá hořčičná semínka

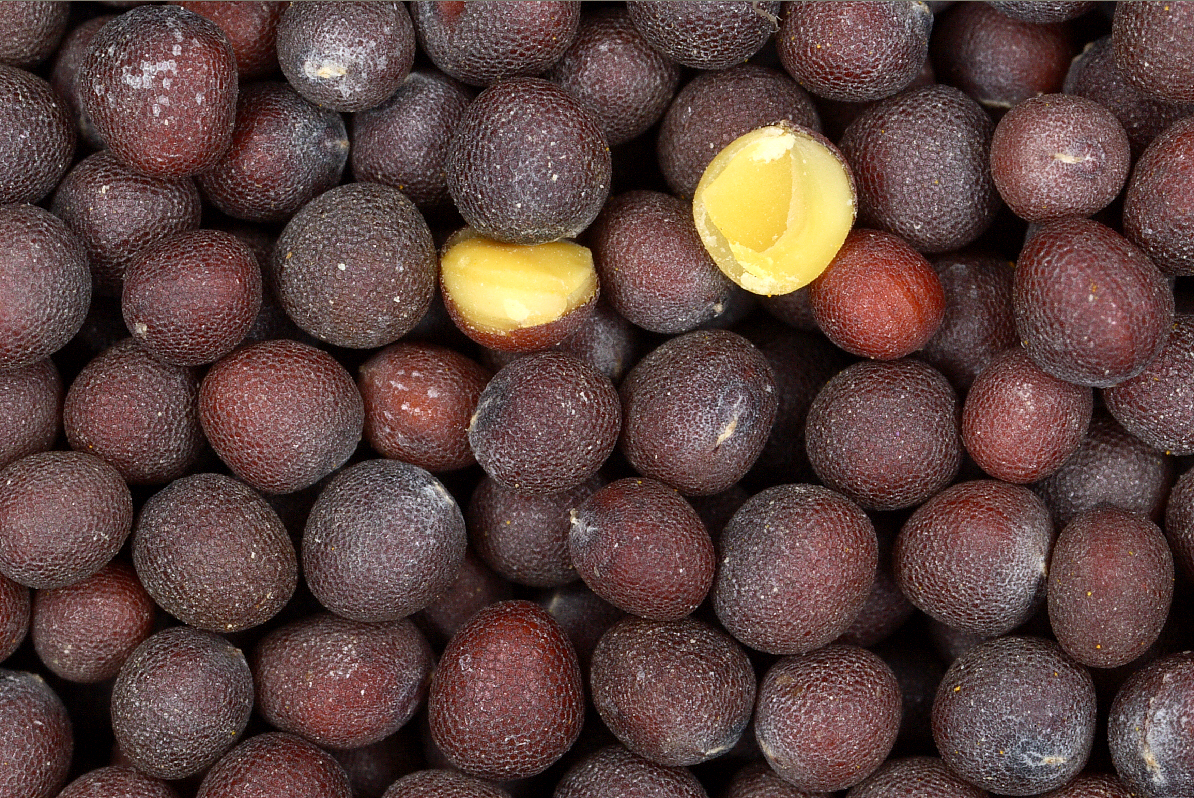
Tmavá hořčičná semínka

Hlavní využití mají mletá semena při výrobě mnoha druhů hořčice. Celá semena se používají zejména při konzervaci zeleniny (zelí, červená řepa, okurky) a ryb. Lze je použít i při přípravě základů pokrmů na oleji (např. pod těstoviny).
Způsobuje prokrvení zažívacího traktu, tím urychluje trávení a látkovou výměnu. Doporučuje se při špatné funkci střev, nízké tvorbě žluči. Nehodí se při zánětech žaludku. Používá se i při kornatění cév, proti vysokému krevnímu tlaku. Používá se i v lékařství – placka z rozemleté hořčice s moukou tiší revmatické bolesti.
Celá hořčičná semena voní jen velmi málo - teprve po rozdrcení či semletí a promíchání s vodou či navlhčení se uvolní jejich ostré aroma a řízná chuť. Voda totiž aktivuje enzym obsažený v hořčičných semenech. Tento enzym pak reaguje s ostatními obsaženými látkami a výsledkem je éterický olej s charakteristickou chutí a vůní.
Obsahují glukosinolát (hořčičný glykosid) sinalbin.